# Jesús Castro (aktor)
Jesús Castro Romero (ur. 19 stycznia 1993 w Vejer de la Frontera) – hiszpański aktor telewizyjny i filmowy.

## Filmografia

### Filmy
- 2014: 9 mil (El Niño) jako Niño
- 2014: Stare grzechy mają długie cienie (La isla mínima) jako Joaquín Varela, „Quini"
- 2020: Mi gran despedida jako Sebas
- 2020: Hombre muerto no sabe vivir jako Trujillo

### Seriale TV
- 2015: Mar de plástico jako Lucas Morales
- 2015-2016: El Príncipe jako Paco Ben Barek
- 2017: Perdóname, Señor jako Rafael „Rafa” Lachambre Medina
- 2019: Królowa Południa (La reina del sur) jako Jesús
- 2019: Secretos de Estado jako Andrés Rivera Blanco
- 2019: Brigada Costa del Sol jako Sebastián Terrón
- 2020-: Madres. Amor y vida jako Charlie